# 凌辱ファミレス調教メニュー
『凌辱ファミレス調教メニュー』（りょうじょくファミレスちょうきょうメニュー）は、2004年4月23日にLiquidから発売されたアダルトゲーム。
深夜のファミリーレストランを舞台に、3人のヒロインが自らの「裏メニュー」を提供するために調教・凌辱されるアドベンチャーゲーム。ファミリーレストランという舞台設定を活かすため、Hシーンは半脱ぎを中心としている。

## あらすじ
裕福な家に生まれ育った神崎紗耶香は、突如失踪した両親の代わりに生活費と妹の学費を稼ぐために友人の紹介を受け、ファミリーレストランでアルバイトを始める。そこで紗耶香は店長の黒木から、彼女の両親が事業に失敗したために借金をせざるを得なくなり、そのかたとして臓器売買に巻き込まれそうになっていることを告げられる。紗耶香は両親のため、自らの身体を使ってそのファミリーレストランの裏メニューを提供することにするが、それは彼女の周りの者をも巻き込んでいく。

## 登場人物
※声優はゲームのもの、OVA版は声優非公表。
神崎 紗耶香（かんざき さやか）
声：天天（アニメ：柚木かなめ）
身長：162cm、バスト（カップ）：87（D）/ウエスト：59/ヒップ：88
才色兼備の令嬢。妹の学費と生活費を稼ぐため、学校をやめてファミリーレストランのアルバイトを始めた経緯を持つ。OVA版は「神崎 沙耶香」を表記。
倉崎 柚子（くらさき ゆずこ）
声：朝咲そよ
身長：158cm、バスト（カップ）：96（F）/ウエスト：60/ヒップ：92
紗耶香の級友で、紗耶香にバイト先を紹介した。
おっとりした性格でクラスメイトからの人気もあるが、実は紗耶香に対抗心を抱いており、学校をやめた紗耶香に対し、陰湿ないじめを始めた。
神崎 萌美（かんざき もえみ）
声：高原くくる
身長：151cm、バスト（カップ）：72（A）/ウエスト：51/ヒップ：83
紗耶香の妹。
坂峰 美幸（さかみね みゆき）
声：杏露花梨
身長：168cm、バスト（カップ）：85（C）/ウエスト：59/ヒップ：89
3人が勤務するファミリーレストランのマネージャー。指導・教育・フロアの管理の他、ウェイトレスの実技指導（調教）も行っている。
店長の黒木に対しては複雑な想いを抱えている。
黒木 慎一（くろき しんいち）
3人が勤務するファミリーレストランの店長。

## スタッフ
- 原画：日陰影次
- シナリオ：朝凪軽／想ファクトリー

## 評価
ゲームライターのカズオは、プレイ中にヒロインたちに同情したり愛着がわいたとし、このようなファミリーレストランに男として行きたいと思わせる作品だったと評した。

## アダルトアニメ
ひまじん制作の元、2010年にPoROからOVAが発売された。タイトルは審査で承諾が降りず、パッケージでは「凌辱」の「凌」の部分が伏字になっている。
スタッフ
- 原作：凌辱ファミレス 調教メニュー（Liquidより）
- 監督・演出・絵コンテ：野火止用太
- 企画：いちもつ堂
- プロデューサー：天手毛天
- アニメーションプロデューサー：多賀篤
- 脚本：ヒデヒロ
- キャラクターデザイン：石原恵
- 作画監督：服部憲二
- 色彩設計：ひのさとみ
- 色指定・検査：山下宮緒
- 背景監督：宍戸朱季
- 撮影監督：田川拓樹
- 音響監督：倒海底王
- 作曲・編曲：CycloMusic
- 編集：まつい
- アニメーション制作・製作・発売：PoRO
- 販売：株式会社エイ・ワン・シー

DVD
- 凌辱ファミレス調教メニュー 上巻「焦らしちゃ……イヤ」- 2010年9月24日発売 ACPDL-1017
- 凌辱ファミレス調教メニュー 下巻「妹・萌美」- 2010年12月24日発売 ACPDL-1018